# Rita Puma Justo
Rita Puma Justo o Rita Poma Justo (Puno, Perú, 2 de enero de 1900 - Ídem, 9 de enero de 1924) fue una heroína y mártir aimara que formó parte de las brigadas de educación para liberar a los campesinos indígenas, especialmente a las mujeres y a los jóvenes. Además, fue fundadora y maestra de la primera escuela de alfabetización en Moho, la Escuela Rural Chuño-Huyo.

## Biografía
Nació y creció en el sector San Luis de Charajiri, de la parcialidad de Alto Huaraya (Korwari Apacheta), del distrito y provincia de Moho. Fue hija de José María Puma y Rufina Justo, siendo la última de cinco hermanos (Rufino, María, Andrea, Manuela y Rita). Su familia se dedicaba al comercio, una actividad por la cual pudo recorrer lugares lejanos y observar la realidad de opresión en la que vivían muchos niños y familias indígenas, por lo cual sus experiencias en estos viajes constituyeron parte de su futura formación como educadora.
Desde muy joven, estuvo a favor de los derechos de los campesinos y de los indígenas, en especial los de las mujeres y los jóvenes. Apoyó la creación y funcionamiento de las primeras escuelas en Moho; montando a caballo, viajó frecuentemente a la comunidad de Huancho Lima, donde se realizaban capacitaciones con el fin de crear más escuelas. Con el coraje que la caracterizó, se convirtió en la fundadora y directora de la primera escuela rural Chuño-Huyo en Moho, que, lamentablemente, en varias oportunidades fue destruida por los hacendados, quienes no querían que los campesinos aprendieran a leer y escribir. Sin embargo, Rita insistió en su misión y fue la primera maestra de aula en el “Jardín del Altiplano”.
En 1923, Rita participó activamente en la rebelión de Huancho Lima, junto con otros maestros como Mariano Mercedes Pacco Mamani, Carlos Condorena Yujra, Evaristo Corimayhua Carcasi, Mariano Luque Corimayhua, Eduardo Carcasi Corimayhua, Mariano Larico Yujra, Manuel Wawaluque y Melchor Cutipa Luque.

### Masacre de Huancho Lima
En 16 de diciembre de 1923 el gobierno peruano liderado por Leguía ordeno la represión de los rebeldes, la persecución se extendió y los terratenientes participaron en la captura de algunos líderes, el ejército peruano movilizó 400 soldados para aplacar el levantamiento y el resultado fue una masacre de la que no existen cifras exactas, se mencionan 2000 personas aymaras acribilladas. Al terminar la intervención del ejército las represalias contra los líderes continuaron siendo procesados otros dirigentes de las poblaciones sublevadas.
Los terratenientes la persiguieron cobardemente para capturarla, siendo inconcebible para ellos que una mujer les haya causado tanto temor. Amparados en la impunidad, incendiaron su casa, saquearon sus bienes, persiguieron y asesinaron a sus familiares. Rita huyó de Alto Huaraya a Jipata, pueblo en el que viajaba constantemente a Huancho Lima, pero eventualmente la encontraron en su trayecto de Huancané a Moho. Fue torturada sin piedad y amarrada por una soga a la cincha de un caballo, siendo arrastrada y conducida a la Plaza de Armas de Moho. El 9 de enero de 1924, fue flagelada, masacrada y ahorcada en uno de los árboles de eucalipto del cementerio de Moho, falleciendo a la edad de 24 años. 

## Reconocimientos
Entre sus reconocimientos se encuentran los siguientes: 
- En 2022 el Gobierno regional de Puno declaró a Rita Heroína mártir aimara y personaje ilustre de la provincia de Moho mediante un acuerdo regional.[2]
- Existe una unidad educativa nombrada en su honor en la provincia de Moho.[16]
- En el 2005, el escritor puneño José Luis Ayala publicó un libro sobre su trascendencia denominado Celebración cósmica de Rita Puma.[17]
- En 2022 por la conmemoración del centenario de la Rebelión de Huancho Lima, en reconocimiento a los héroes civiles, se nombró un jirón en su nombre en la provincia de Huancané.[18][19]

## En la cultura popular
- Renata Flores escribió e interpretó una canción llamada «Rita Puma Justo» en su álbum Isqun.

- En la novela Atusparia escrita por Gabriela Wiener, hay un grupo feminista antirracista anticapitalista nombrado en honor a la heroína aimara.